# Апчас
Апчас (адыг. Апкӏашъ) — река в Краснодарском крае и Республике Адыгея. Впадает в Краснодарское водохранилище.

## География
Длина реки составляет 65 км, площадь водосборного бассейна — 356 км². Река берёт начало на северо-восточных склонах хребта Котх и течёт по узкому лесистому ущелью. При выходе на равнину река сильно меандрирует. Впадает в Краснодарское водохранилище севернее посёлка Нечерезий. До образования Краснодарского водохранилища Апчас являлся левым притоком Марты.
Вдоль долины реки расположены населённые пункты: Кутаис, Транспортный, Промысловый, Черноморская, Суздальская, Понежукай и Нечерезий.
У станицы Черноморской принимает свой крупнейший приток — Шкелюк (лв). К югу от аула Понежукай из реки вытекает протока Старый Апчас, которая течёт по старому руслу на северо-восток и впадает в Марту у юго-западной окраины аула Джиджихабль.
Название в переводе с адыгейского означает «листва», «сад».

## Данные водного реестра
По данным государственного водного реестра России относится к Кубанскому бассейновому округу, водохозяйственный участок реки — Кубань от города Усть-Лабинск до Краснодарского гидроузла, без рек Белая и Пшиш. Речной бассейн реки — Кубань.
Код объекта в государственном водном реестре — 06020001312108100005347.